# Веселовка (Тернопольская область)
Веселовка (укр. Веселівка) — село в Кременецкой городской общине Кременецкого района Тернопольской области Украины.
Код КОАТУУ — 6123480703. Население по переписи 2014 года составляло 389 человека.

## Географическое положение
Село Веселовка находится на расстоянии в 1 км от села Белокриница.
К селу примыкает большой лесной массив, покрывающий Кременецкие горы.

## История
- 1481 год — дата основания.

## Объекты социальной сферы
- Клуб.

## Достопримечательности
- Веселовский заказник — ботанический заказник общегосударственного значения, площадь — 15,01 га.